# Joseph Carnot
Pour les articles homonymes, voir Carnot.
Pour les autres membres de la famille, voir Famille Carnot.
Joseph François Claude Carnot, né à Nolay le 22 mai 1752 et mort à Paris le 31 juillet 1835, est un jurisconsulte français.

## Biographie
Fils de Claude-Abraham Carnot, notaire royal à Nolay, il est sous l'Ancien Régime conseiller au parlement de Dijon.
Il est le frère aîné du Conventionnel Lazare Carnot, membre du Comité de salut public.
Il est d'abord accusateur public, puis procureur général auprès de la Cour d'appel de Dijon.
Il entre ensuite à la Cour de cassation et devient membre d'une commission chargée de réviser le code pénal en 1831. Il est élu membre de l'Académie des sciences morales et politiques en 1832.

## Famille
- Claude Carnot (1719-1797), notaire royal
  - Joseph Carnot (1752-1835), jurisconsulte
  - Lazare Carnot (1753-1823), physicien, mathématicien, général et homme politique
    - Sadi Carnot (1796-1832), physicien et ingénieur
    - Hippolyte Carnot (1801-1888), homme politique
      - Sadi Carnot (1837-1894), homme politique + Cécile Carnot (née Dupont-White, 1841-1898)
        - Claire Carnot (1864-1920) + Paul Cunisset-Carnot (1849-1919)
        - Sadi Carnot (1865-1948), colonel et écrivain
        - Ernest Carnot (1866-1955), industriel et homme politique + Marguerite Carnot (née Chiris) (1874-1962), présidente de l'Association des dames françaises
        - François Carnot (1872-1960), ingénieur et homme politique

      - Adolphe Carnot (1839-1920), chimiste, géologue et homme politique
        - Paul Carnot (1869-1957), médecin
        - Jean Carnot (1881-1969), homme politique

  - Claude Marie Carnot (1755-1836), général et homme politique

## Ouvrages
- Le Code d'instruction criminelle et le Code pénal mis en harmonie avec la Charte, la morale publique, les principes de la raison, de la justice et de l'humanité (1819)
- Commentaire sur le Code pénal (2 volumes, 1823-1824)
- De la Discipline judiciaire considérée dans ses rapports avec les juges, les officiers du ministère public, les avocats, les notaires, les avoués, les huissiers et autres officiers ministériels (1825)

## Pour approfondir